# Burn It Down (chanson d'Avenged Sevenfold)
Singles de Avenged Sevenfold
Unholy Confessions
(2004) Bat Country
(2005)
Burn It Down est une chanson du groupe de metal Avenged Sevenfold issu de leur album, City of Evil.
Contrairement à leurs autres vidéos pour promouvoir City of Evil, comme Bat Country qui propose une performance ainsi qu'un scénario pour la chanson, Burn It Down propose tout simplement le groupe en train d'interpréter la chanson en live. L'audio lui-même n'est pas enregistré en live, mais la piste de l'album est synchronisée avec la vidéo en live à l'exception des quelques premières et dernières secondes. La chanson comporte un mélange de technique de guitare mis en évidence par un duel d'arpèges au début de la chanson et de la fameuse technique de heavy metal le galop dans le premier verset. La chanson prend perspective de quelqu'un qui a été trahi maintes et maintes fois et a décidé d'arrêter d'avoir confiance ("Don't need you fuck camaraderie") et jure de se venger ("Hatred fuels my blood").  C'est la chanson la plus courte de l'album, et est la seule qui dure moins de 5 minutes.
Burn It Down est également présent sur la bande-son de Saw III.

## Formats
Import single
1. "Burn It Down" [Album version]
2. "Syn's Solo (Live)"

Enhanced import single
1. "Burn It Down" [Album version]
2. "Beast and the Harlot" [Live from BBC Radio 1's Lock Up]
3. "Burn It Down" (Music video)

vinyl
1. "Burn It Down" [Album version]

## Membres sur la chanson
- M. Shadows : chant
- Synyster Gates : guitare solo, voix
- Zacky Vengeance : guitare rythmique, voix
- Johnny Christ : basse
- The Rev : batterie